# Bataille navale des îles Chausey
 (décembre 2015).
 (août 2019).
Troisième Coalition
Batailles
Batailles navales
- Rocher du Diamant (1805)
- Cap Finisterre (1805)
- îles Chausey (1805)
- Trafalgar (1805)
- Cap Ortegal (1805)

Campagne d'Allemagne (1805) : opérations en Bavière - Autriche - Moravie
- Donauwörth
- Wertingen
- Günzburg
- Haslach-Jungingen
- Memmingen
- Elchingen
- Nerenstetten
- Neresheim
- Ulm
- Ried
- Lambach
- Bodenbichl
- Steyr
- Amstetten
- Mariazell
- Dürenstein
- Hollabrunn (Schöngrabern)
- Wischau
- Austerlitz

Campagne d'Italie (1805) : Opérations en Italie du Nord
- Vérone
- Caldiero
- Forano
- Castelfranco Veneto

Invasion de Naples (1806)
- Gaète
- Campo Tenese
- Maida
- Lauria
- Maratea
- Amantea
- Mileto

La bataille navale des îles Chausey désigne un épisode des guerres de la Troisième Coalition.
Le 15 juillet 1805, sur ordre du capitaine de vaisseau Jacob, sept chaloupes-canonnières et une péniche appareillent de Granville sous les ordres du capitaine de frégate Collet pour attaquer 2 bricks anglais, le HMS Teazer et le HMS Plumper, pris par le courant et l'absence de vent et qui étaient mouillés au sud des îles Chausey dans la Manche.
Arrivée à la rame à proximité des bricks, la flottille française attaque le 16 juillet dans la nuit les bricks qui se défendent au canon. Le combat dure plusieurs heures et la flottille concentre alors ses tirs sur le HMS Plumper. Cela entraîne plusieurs morts et blessés, dont le capitaine du navire. Après un combat assez bref, le lieutenant de vaisseau J. H. Granthy, son second, amène le pavillon du HMS Plumper.
La flottille concentre alors ses tirs sur le second brick, le HMS Teazer. Après une tentative vaine d'appareiller à la voile et voyant que la flottille allait monter à l'abordage, le capitaine, le lieutenant de vaisseau G. Shoer, amène son pavillon.
La flottille ramène triomphalement les 2 bricks en prise à Granville le 16 juillet à 14 heures.